# 日本の諜報 スクープ 最高機密ファイル
日本の諜報 スクープ 最高機密ファイル（にほんのちょうほう スクープ さいこうきみつファイル）は、『NHKスペシャル』における2018年の企画。

## 概要
国の機関が安全保障を目的に大量の情報を収集する諜報活動は、電波・通信の傍受、さらには、インターネット空間へと、各国の諜報活動は肥大化の一途をたどっている。NHKはアメリカの諜報機関、国家安全保障局・NSAの最高機密ファイルを入手し、そこから、これまで秘密のベールに包まれてきた日本の諜報活動の一端が見えてきた。緊迫する国際情勢の舞台裏で、日本の諜報機関が担っている役割、アメリカの最高機密ファイルから見えてきた日本の諜報について、番組はその知られざる実態に迫っている。

## 放送日時
初回放送日
2018年5月19日(土) 午後9時 - 9時49分
再放送日
2018年5月31日(木) 午前1時 - 1時49分